# Нулти дан
Нулти дан (енгл. Zero Day) америчка је телевизијска серија коју су створили Ерик Њуман, Ноа Опенхајм и Мајкл Шмит за Netflix. Главне улоге тумаче Роберт де Ниро и Лизи Каплан. Радња серије се усредсређује на разорни глобални сајбер-напад. Приказана је 20. фебруара 2025.

## Радња
Пензионисани бивши председник САД се враћа на посао како би пронашао извор смртоносног сајбер-напада, при чему открије огромну мрежу лажи и завера.

## Улоге
| Глумац         | Улога            |
| -------------- | ---------------- |
| Роберт де Ниро | Џорџ Мален       |
| Лизи Каплан    | Александра Мален |
| Џеси Племонс   | Роџер Карлсон    |
| Џоун Ален      | Шејла Мален      |
| Кони Бритон    | Валери Витсел    |
| Бил Камп       | Џереми Лаш       |
| Ден Стивенс    | Еван Грин        |
| Анџела Басет   | Евелин Мичел     |
| Метју Модин    | Ричард Дрејер    |
| Макинли Белчер III| Карл Отијено     |

## Епизоде
| Бр. еп. | Наслов     | Редитељ            | Сценариста                | Премијера         |
| ------- | ---------- | ------------------ | ------------------------- | ----------------- |
| 1       | 1. епизода | Лесли Линка Глатер | Ноа Опенхајм и Ерик Њуман | 20. фебруар 2025. |
| 2       | 2. епизода | Лесли Линка Глатер | Ноа Опенхајм и Ерик Њуман | 20. фебруар 2025. |
| 3       | 3. епизода | Лесли Линка Глатер | Роберт Патино             | 20. фебруар 2025. |
| 4       | 4. епизода | Лесли Линка Глатер | Илај Ати                  | 20. фебруар 2025. |
| 5       | 5. епизода | Лесли Линка Глатер | Ди Џонсон                 | 20. фебруар 2025. |
| 6       | 6. епизода | Лесли Линка Глатер | Ноа Опенхајм и Ерик Њуман | 20. фебруар 2025. |